# Margotta

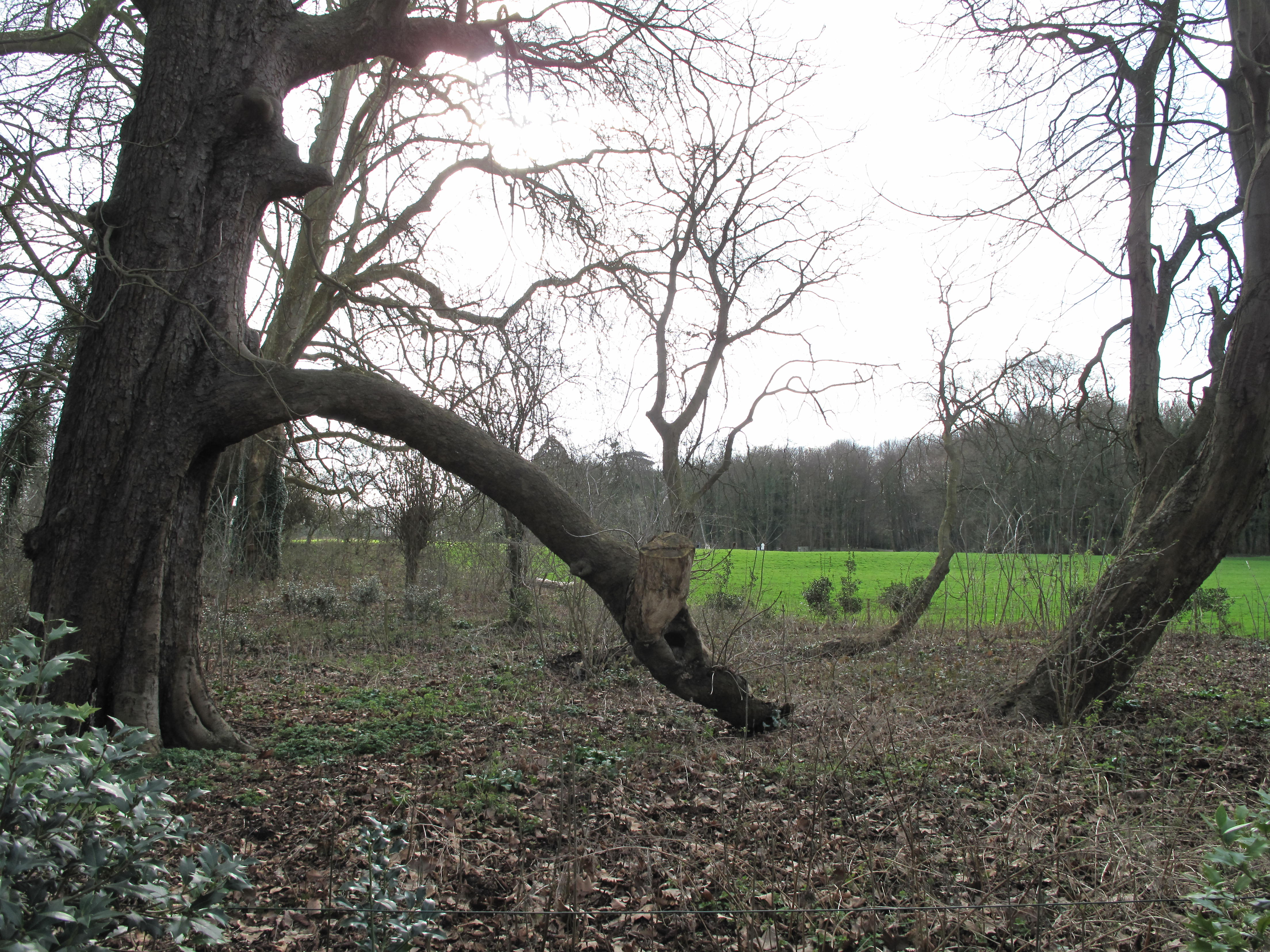
Margotta

La margotta è una tecnica di moltiplicazione agamica delle piante utilizzata in alternativa alla talea ma non solo, e consiste nel far radicare un ramo ancora collegato alla pianta madre. Questa tecnica sfrutta la capacità che hanno i giovani rami di emettere radici avventizie se ricoperti di terra e consiste nello scortecciare parte di un ramo o di un tralcio e nel circondarlo di terra racchiudendolo in un apposito recipiente di metallo o plastica; quando il ramo ha emesso le radici, si taglia la nuova pianticella al di sotto del punto margottato.

## Tipologie

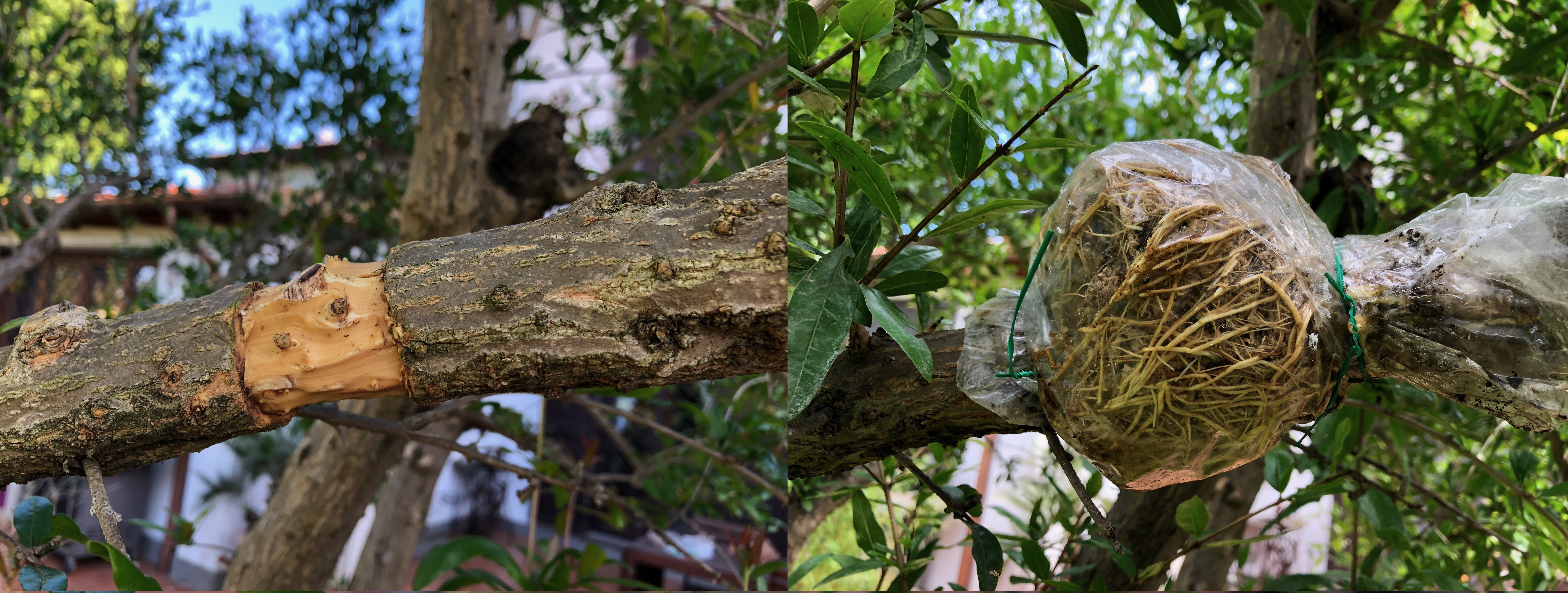
Margotta aerea eseguita su ramo di melograno.

### Margotta aerea
Impiegata su piante tropicali e ornamentali. Si ottiene avvolgendo con una tela contenente terra un ramo e legando il sacco alle due estremità. La parte di ramo a contatto con la terra emette radici avventizie; quando le radici sono ben sviluppate il ramo viene tagliato al di sotto del legaccio inferiore, terra e telo vengono rimossi e viene trapiantata.

### Margotta di ceppaia
Usata per produrre portainnesti di fruttiferi, è la tecnica più efficiente dal punto di vista del rapporto tra la quantità di materiale prodotto e i costi di produzione (spazio e manodopera). Le piante madri vengono disposte a file (40–50 cm sulla fila) e dopo un anno, prima della ripresa vegetativa, vengono capitozzate all'altezza del colletto: questo stimola l'emissione di numerosi germogli che, raggiunti i 15–20 cm di lunghezza, vengono ricoperti alla base con terra in modo da stimolare l'emissione di radici avventizie. A fine stagione si ottengono così delle barbatelle pronte da espiantare. L'operazione si può ripetere più volte nel tempo: una margotta di ceppaia ben tenuta può durare anche 15-20 anni.

### Margotta ad archetto
Chiamata anche propaggine semplice, è usata per piante ornamentali (es. vite americana) e per alcuni fruttiferi. Si origina piegando un giovane ramo di una pianta fino ad interrarlo per poi rivolgerlo verso l'alto sorretto da un paletto. La parte sotterranea emette radici avventizie e quella aerea nuovi germogli formando una nuova piantina. A radicazione avvenuta il ramo di collegamento viene tagliato.

## Procedimento

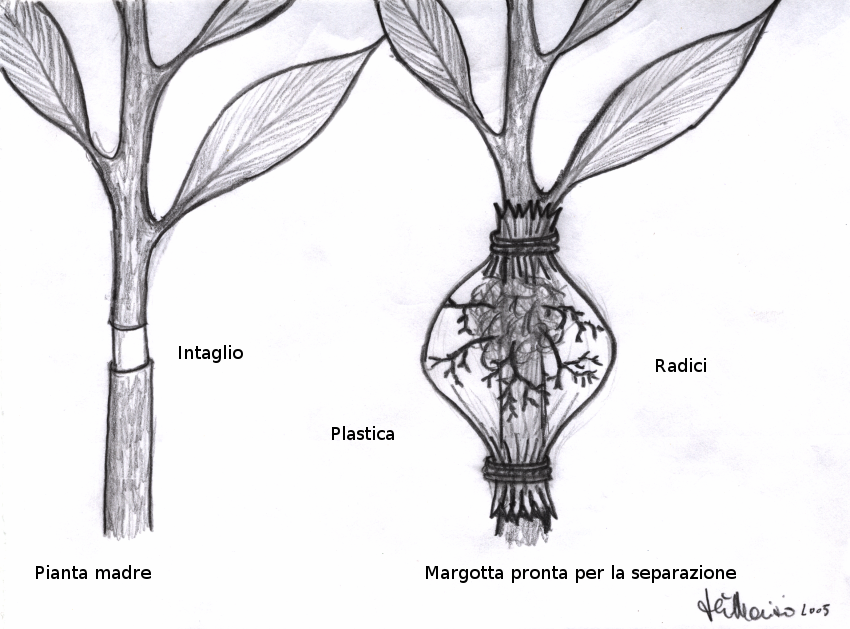
Fasi di esecuzione di una margotta

La metodologia operativa classica è quella di incidere con un coltello ben affilato e pulito la corteccia asportando un anello di altezza più o meno uguale al diametro del ramo; tolta la corteccia, si sparge sulla parte scortecciata ormone radicante e lo si circonda con terriccio, sfagno, torba, o miscele tipo torba e perlite o torba e pomice. Il tutto va ricoperto da materiale plastico scuro, preferibilmente nero, per la conservazione dell'umidità necessaria e per far sì che avvenga la formazione delle radici (di tanto in tanto sarà bene idratare il terriccio con l'ausilio di una siringa). Dopo un tempo variabile (secondo le essenze), il cartoccio sarà pieno di radici, allora si potrà separare il ramo dalla pianta madre e porlo a dimora in vaso con terriccio adeguato.
Il periodo ideale per eseguire una margotta è maggio-giugno, periodo in cui le temperature sono sensibilmente aumentate; la temperatura, infatti, insieme all'umidità costante e l'entrata in vegetazione della pianta sono i fattori principali per la buona riuscita di una margotta.

## Piante utilizzabili
Le varie specie rispondono in modo molto diverso alla tecnica. Tra le piante che radicano rapidamente e in una percentuale vicino al 100% abbiamo il melograno, i ficus, l'olivo. Al contrario, la maggior parte delle conifere non radicano con questa tecnica se non in rari casi. La margotta si utilizza per avere piante di maggiori dimensioni di quelle riprodotte per talea, o piante da serra particolarmente rare e preziose. È una tecnica molto utilizzata in campo bonsaistico.